# Anna Sobiecka
Anna Sobiecka (ur. 9 lutego 1979) – polska lekkoatletka, która specjalizowała się w skoku o tyczce.

## Kariera
Podczas rozegranych w 1996 w Pile mistrzostw Polski seniorów zdobyła brązowy medal z wynikiem 2,90 m. Medalistka halowych mistrzostw Polski seniorów oraz młodzieżowych mistrzostw kraju.

## Rekordy życiowe
- Skok o tyczce – 3,71 (2000)[3][4]